# 小行星9964
小行星9964（9964 Hideonoguchi）是一颗围绕太阳公转的小行星。1992年2月13日，關勉在藝西天文台发现了此天体。
該小行星以日本醫生野口英世命名。
这颗小行星的绝对星等为270.80171等。